# Last Nite
«Last Nite» es una canción de la banda The Strokes, lanzada como segundo sencillo del álbum Is This It el 5 de noviembre de 2001.
Diferentes artistas han interpretado este tema como Vitamin C, Pixie Lott, entre otros.
"Last Nite" fue utilizada en promociones de la película de 2010 Get Him to the Greek.
En Chile, fue utilizado en el genérico de La Red 18 Años en el capítulo de Policías en acción de Chilevisión en 2009 y en 2013. La canción está en el puesto 194 de Rock & Pop 20 Años 200 Canciones.

## Trasfondo
La canción fue producida por Gordon Raphael y se publicó en RCA Records con la pista " When It Started " como cara B.
De inicio, la canción narra la historia de una mujer que está desesperada como todos en aquellos años. No había esperanza futura y tampoco presente, pero para ella es mucho mejor contárselo a su amante, amigo, novio, hermano… no importa quién. Éste a su vez, también lo entiende y siente cierta empatía con ella, pero en lugar de ocuparse, la abandona. Su verdadero espíritu está en la música misma, un homenaje a Tom Petty y al rock n' roll sin pretensiones. Es sucia, arriesgada y sencilla. 
El riff de guitarra del comienzo y la estructura general se basan en " American Girl " de Tom Petty and the Heartbreakers . En una entrevista de 2006 con Rolling Stone , Petty comentó: "Los Strokes tomaron 'American Girl' [por 'Last Nite'], leí una entrevista en que ellos realmente lo admitían. Me hizo reír a carcajadas. Me lo tomé como, 'OK, bien por vosotros'. No me molesta",y añadió que le parecía un homenaje muy divertido y bien realizado. The Strokes fueron invitados a ser los teloneros de varias fechas en la gira de 2006 de Tom Petty and the Heartbreakers. El solo de la canción fue inspirado por el guitarrista Freddie King .

## Recepción
El sencillo fue el primero del grupo en ingresar en las listas estadounidenses, alcanzando los cinco primeros puestos en la lista de canciones de rock moderno de EE. UU. a finales de 2001. Mientras tanto, obtuvo un éxito moderado en el Reino Unido, alcanzando el puesto 14 en la lista de singles del Reino Unido. En marzo de 2005, Q colocó a "Last Nite" en el puesto 66 de su lista de las 100 mejores canciones. En septiembre de 2006, NME la colocó en el número uno de su lista de las 50 mejores canciones de la década. En mayo de 2007, la revista NME colocó a "Last Nite" en el número nueve de su lista de los 50 mejores himnos independientes de todos los tiempos. También se colocó en el puesto 16 de las 50 mejores canciones de la década y en el puesto 478 de su lista de Las 500 mejores canciones de todos los tiempos según Rolling Stone. La misma publicación lo incluyó en el número 155 en una versión renovada de la lista en 2021. En 2011, NME lo colocó en el número cuatro de su lista. En 2020, Paste y The Independent clasificaron la canción como la número dos y la número uno, respectivamente, en sus listas de las 20 mejores canciones de Strokes.

## Videoclip
El videoclip de la canción fue realizado por Roman Coppola, quien colocó algunas cámaras al mero estilo televisivo de los setenta y los puso en frente a tocar en vivo. Luego montó la canción grabada y les pidió que se presentaran cierto día siendo ellos mismos. Eso hicieron los cinco, pero el director no contaba que “ellos mismos” implicaba alcohol y otras sustancias. Por ello, Casablancas se tambalea, atropella a Albert Hammond y los micrófonos de Moretti se caen mientras un extraño Nick se mueve sin sentido.
Irónicamente también es la historia resumida de la banda en una canción. Son despreocupados y no son conscientes de la grandeza de su legado en la música, pero también tienen la necesidad de mostrarle a las nuevas generaciones todo aquello con lo que crecieron.

## Lista de canciones
| UK/US single |                   |          |  |
| N.º          | Título            | Duración |  |
| 1.           | «Last Nite»       | 3:13     |  |
| 2.           | «When It Started» | 2:59     |  |

| AUS single |                                                            |          |  |
| N.º        | Título                                                     | Duración |  |
| 1.         | «Last Nite»                                                | 3:15     |  |
| 2.         | «When It Started»                                          | 2:59     |  |
| 3.         | «Last Nite (live)»                                         | 3:17     |  |
| 4.         | «Take It or Leave It (In LA "appears in Hard to Explain")» | 3:17     |  |